# Салча Ландманн
Залця Ландманн (івр. זלציה לנדמן‎), уроджена Пассвег (нар. 18 листопада 1911, Жовква, Австро-Угорщина — пом. 16 травня 2002, Санкт-Галлен, Швейцарія) — швейцарська письменниця та журналістка єврейського походження, одна із засновників центру Міжнародного ПЕН-клубу в Ліхтенштейні.

## Життєпис
Залця Ландманн народилася в Жовкві 18 листопада 1911 року в єврейські родині Ізраїля та Регіни Пасвег, уродженої Готтесман.
У 1914 році родина переїхала до Швейцарії до Санкт-Галлена.
Навчалась у гуманітарній гімназії, вивчала право в Берліні, а потім філософію разом з Ніколаєм Гартманом, одночасно навчаючись на художника-графіка
Після 1933 року вона продовжила вивчати філософію в Базельському університеті разом з Германом Шмаленбахом, а закінчила навчання 1939 року в Цюріхському університеті, написавши дисертацію з феноменології та онтології.
Була одружена з філософом Майклом Ландманном із 1939 року. 1950 році в подружжя народився син — Валентин Ландманн.
У 1960 році вийшла перша книга Залці Ландманн "Der Jüdische Witz" («Єврейський гумор»), яка стала бестселером та була перекладена багатьма мовами.
У 1978 році разом з дев'ятнадцятьма колегами-письменниками вона створила Ліхтенштейнський центр Міжнародного ПЕН-клубу.
Також Залця Ландманн працювала над збереженням мови ідиш.
Померла 16 травня 2002 року в Санкт-Галлені.